# Dänische Sprache
Die dänische Sprache (dänisch det danske sprog), kurz Dänisch (dansk), gehört zu den germanischen Sprachen und dort zur Gruppe der skandinavischen (nordgermanischen) Sprachen. Zusammen mit Schwedisch bildet es den ostskandinavischen Zweig.
Dänisch ist die alleinige Landessprache von Dänemark und als Reichsdänisch (rigsdansk) standardisiert.

## Verbreitung
In Dänemark wird das Dänische von ca. 5 Millionen Muttersprachlern gesprochen. Weitere Muttersprachler verteilen sich vor allem auf Grönland und die Färöer (beide politisch zu Dänemark gehörend), Südschleswig (Deutschland), Island, Norwegen und Schweden, daneben auf Argentinien, Kanada und die USA, z. B. im kalifornischen Solvang.
In den früheren dänischen Kolonien in West- und Ostindien sowie an der Goldküste hatte Dänisch nie mehr als einen marginalen Status; erhalten haben sich dort bis heute gewisse Orts- und Festungsnamen in dänischer Sprache.

## Status
Dänisch ist de facto die Amtssprache in Dänemark, ohne dass dies rechtlich irgendwo festgehalten wäre. Es ist die zweite Amtssprache auf den Färöern (neben Färöisch); in Grönland hat es diese Funktion mit dem Selbstverwaltungsgesetz von 2009 verloren. Auf Island wird es als Pflichtfach unterrichtet, hat aber 1990 den Status als erste Fremdsprache an das Englische verloren. In Südschleswig hat es den Status einer Regional- und Minderheitensprache.
Seit 1973, als Dänemark der EU beitrat, ist Dänisch offizielle EU-Sprache.
Im Norden Deutschlands unmittelbar an der deutsch-dänischen Grenze liegt Südschleswig. Die Region nördlich der Linie Eckernförde-Husum wurde nach der Völkerwanderung (und dem Wegzug eines Großteils der dort zuvor siedelnden Angeln) dänisch besiedelt. Bis zum Sprachwechsel im 19. Jh. waren dort noch dänische Varietäten wie das Angeldänische verbreitet. Politisch gehörte die Region zunächst unmittelbar, mit der Etablierung des Herzogtums Schleswig dann als Lehen zu Dänemark, nach dem Deutsch-Dänischen Krieg 1864 kam Südschleswig schließlich zu Preußen/Deutschland. Heute leben etwa 50.000 dänische Südschleswiger als anerkannte nationale Minderheit in der Region. Von ihnen sprechen etwa 8.000–10.000 Dänisch im Alltag bzw. 20.000 Dänisch als Muttersprache. Viele dänische Südschleswiger sprechen heute ein norddeutsch eingefärbtes Standarddänisch (Rigsdansk), das als Südschleswigdänisch (Sydslesvigdansk) bezeichnet wird. In Grenznähe wird zum Teil auch noch der Dialekt Sønderjysk (Südjütländisch) gesprochen. Im Raum Flensburg entwickelte sich mit dem Petuh auch eine deutsch-dänische Mischsprache. Das in der Region gesprochene schleswigsche Niederdeutsch hat bis heute dänische Substrateinwirkungen. Auch die an der Nordseeküste Südschleswigs verbreiteten nordfriesischen Dialekte sind zum Teil durch das Dänische beeinflusst. Analog zur dänischen Volksgruppe in Südschleswig leben nördlich der Grenze etwa 12.000–20.000 deutsche Nordschleswiger, die entsprechend als nationale Minderheit in Dänemark anerkannt sind. Von ihnen sprechen etwa zwei Drittel Dänisch als Alltagssprache, Deutsch ist jedoch weiter Kultursprache. Analog zum Südschleswigschdänischen hat sich in der deutschen Minderheit eine von der dänischen Umgebungssprache beeinflusste deutsche Varietät entwickelt, die als Nordschleswigdeutsch bezeichnet wird.
Dänisch ist in Schleswig-Holstein durch dessen Landesverfassung besonders geschützt. Dänischunterricht gibt es sowohl an dänischen als auch vereinzelt an öffentlichen deutschen Schulen, vor allem im Landesteil Schleswig. Seit 2008 gibt es in Flensburg und seit 2016 in Glücksburg zweisprachige Ortsschilder (dänisch Flensborg und Lyksborg).
Obwohl es vom Wortschatz her stark vom Niederdeutschen beeinflusst ist, ist die Sprachgrenze zu den deutschen Dialekten in linguistischer Hinsicht keine fließende, sondern eine harte (vgl. hingegen die Sprachgrenze zwischen dem Deutschen und dem Niederländischen). Sie verlief historisch auf einer Linie Eider – Treene – Eckernförde. Seit dem Hochmittelalter (ca. 1050 bis 1250) setzte sich jedoch auch nördlich der Eider die deutsche Sprache immer stärker durch.
Das in Skåne verbreitete Schonische entwickelte sich aus einem dänischen Dialekt heraus und kann heute aus linguistischer Sicht sowohl als südschwedischer wie auch als ostdänischer Dialekt eingestuft werden. Das auf der Insel Gotland noch verbreitete Gotländische (Gutamål) weist (bedingt durch die lange Zugehörigkeit der Insel zu Dänemark) ebenfalls noch dänische Einflüsse auf: So lassen sich neben archaischen nordischen Formen auch gewisse Lehnwörter aus der dänischen Zeit nachweisen wie beispielsweise någle (dän. nogle versus schwed. några, dt. einige), saktens (dän. sagtens, schwed. nog visst, dt. leicht) oder um en trent (dän. omtrent, schwed. ungefär, dt. ungefähr, etwa).

## Skandinavische Sprachgemeinschaft
Zum Teil stehen die heutigen skandinavischen Schriftsprachen einander näher als die am stärksten abweichenden Dialekte des jeweiligen Landes; andererseits gibt es auch spezifische dänische, schwedische bzw. norwegische Sprachcharakteristika. Die Dialektgrenzen zwischen den Sprachen stellen weiche Übergänge dar, man spricht von einem Dialektkontinuum Dänisch-Norwegisch-Schwedisch.
Aus politischer und kultureller Tradition wurde jedoch an drei eigenständigen Sprachen festgehalten. Entscheidend dafür ist, dass in Dänemark und Schweden spätestens im 16. Jahrhundert eigene normierte Schriftsprachen entwickelt wurden. In Norwegen geschah dies erst mit der Selbständigkeit im 19. Jahrhundert und führte zu zwei Schriftsprachen, weil die gebildete Schicht bis dahin Dänisch als Hochsprache beibehielt.

### Dänisch, Norwegisch und Schwedisch

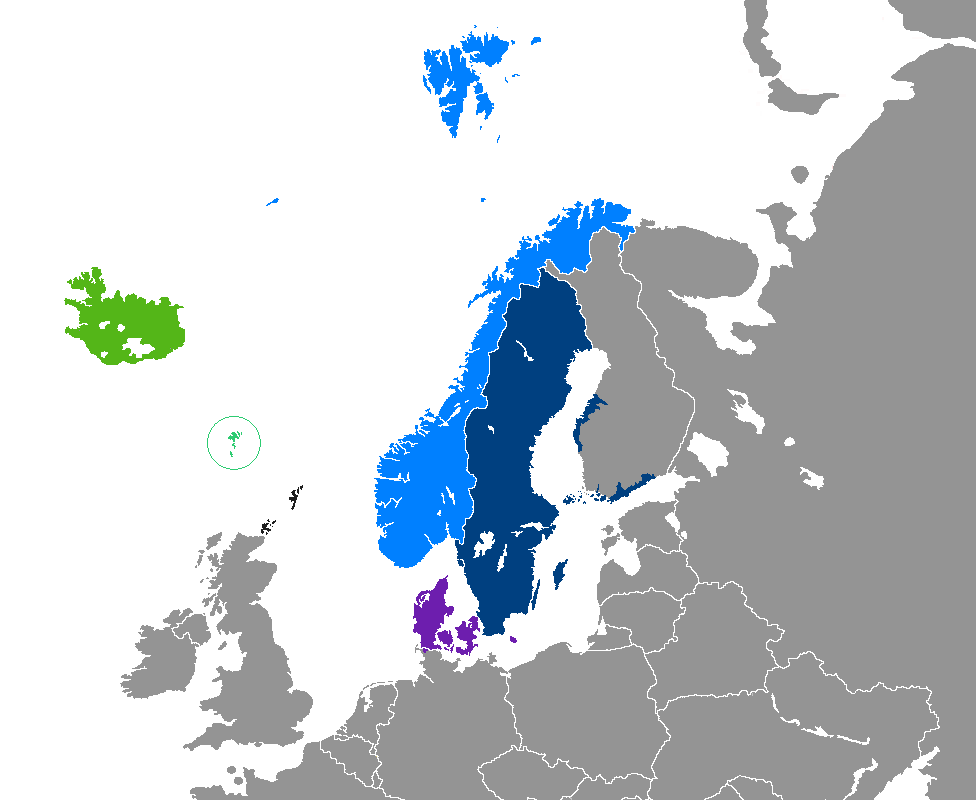
Die skandinavischen Sprachen
Dänisch
Norwegisch (Bokmål und Nynorsk)
Schwedisch
Färöisch
Isländisch

Die Bokmål-Variante des Norwegischen ist linguistisch gesehen ein dänischer Dialekt mit norwegischen Einflüssen. Kulturhistorisch wird es aber als eine der zwei offiziellen norwegischen Schriftsprachen angesehen und auch von seinen Anwendern deutlich als norwegisch empfunden. Die Anhänger des Nynorsk, das auf den Dialekten basiert, haben dagegen oft gegen diese „dänische“ Sprache der Stadtbevölkerung und Oberschicht polemisiert.
Vom Linguisten Max Weinreich wird der Ausspruch „Eine Sprache ist ein Dialekt mit einer Armee und einer Marine“ überliefert, der auch auf Skandinavien zutrifft. Linguistisch gesehen könnten Dänisch, Schwedisch und Norwegisch als Dialekte derselben Sprache angesehen werden, da die Sprachen noch immer gegenseitig verständlich sind. Freilich gibt es keine offizielle Dachsprache, die den Platz des Standardskandinavischen einnehmen könnte. Man bedient sich zur interskandinavischen Kommunikation immer einer der drei Einzelsprachen. So spricht jeder „Skandinavisch“ auf seine Art.
Dänisch, Schwedisch und Norwegisch bilden die Gruppe der festlandskandinavischen Sprachen. Norwegisch ist im Gegensatz zu Dänisch und Schwedisch eine westnordische Sprache. Alle drei entwickelten sich aus der gemeinsamen urnordischen Sprache; bedeutend war zudem, dass die skandinavischen Länder durch die Jahrhunderte immer in enger politischer, kultureller und wirtschaftlicher Verbindung standen und auch in großem Umfang die gleichen Lehnwörter insbesondere aus dem Niederdeutschen und später Hochdeutschen übernahmen. Dabei stand das „kontinentale“ Skandinavien im Gegensatz zum Inselskandinavischen auf den Färöern und Island, das ein altertümliches (altnordisches) Gepräge behalten hat.
Die Übereinstimmungen im Wortschatz liegen im Falle von Dänisch und Norwegisch (Bokmål) bei schätzungsweise über 95 %, bei Dänisch und Schwedisch um 85–90 %. Dabei kann die faktische Verständigung in der gesprochenen Sprache durchaus von der Angewöhnung abhängen. In neuester Zeit kommt es auch vor, dass sich Skandinavier auf Englisch unterhalten. In der Schriftsprache besteht weitgehende gegenseitige Verständlichkeit, sodass auch Nichtskandinavier mit dänischen Sprachkenntnissen norwegische und schwedische Texte lesen können (und umgekehrt).

### Von Ostskandinavisch zu Südskandinavisch
Der ostskandinavische oder schwedisch-dänische Zweig wird hauptsächlich durch die sog. ostskandinavische Monophthongierung (ab 800) von den westskandinavischen Sprachen (Isländisch, Färöisch, Norwegisch) unterschieden.
1. urnordisch /ai/ wird zu altnordisch /ei/ und weiter zu ostskandinavisch /eː/
  - altnordisch/isländisch steinn, norwegisch stein → dänisch und schwedisch sten ‚Stein‘
  - altnordisch breiðr, isländisch breiður, norwegisch brei → dänisch und schwedisch bred ‚breit‘
2. /au/ wird zu /øː/
  - altnordisch rauðr, isländisch rauður, norwegisch raud → schwedisch röd bzw. dänisch rød ‚rot‘
3. urnordisch /au/ mit i-Umlaut wird zu altnordisch /ey/, norwegisch /øy/ und weiter zu ostskandinavisch /ø/
  - altnordisch/isländisch ey, norwegisch øy → schwedisch ö bzw. dänisch ø ‚Insel‘

Um 1200 hat sich Dänisch sowohl vom Verband des Ostskandinavischen als auch von demjenigen des Westnordischen entfernt, indem die Verschlusslaute /p,t,k/ nach einem Vokal zu /b,d,g/ lenisiert und die in unbetonter Position stehenden Vokale /a,i,o~u/ zum Murmellaut /ǝ/ abgeschwächt wurden. Die bisherige Ost-West-Scheidung Skandinaviens wurde damit von einer neuen Nord-Süd-Gruppierung überlagert. Der Vergleich von Schwedisch und Dänisch zeigt diesen Unterschied bis heute:
- schwedisch köpa versus dänisch købe ‚kaufen‘, schwedisch bita versus dänisch bide ‚beißen‘, schwedisch ryka versus dänische ryge ‚rauchen‘.

## Dialekte, Soziolekte und Mischsprachen

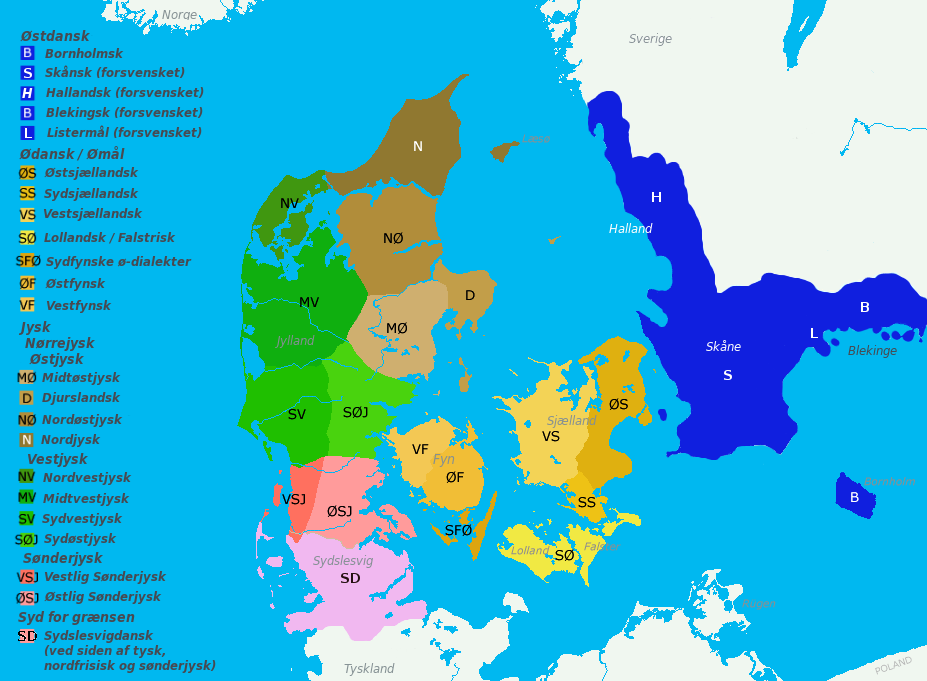
Geografische Verteilung der dänischen Dialekte, die sich grob in jeweils eine jütländische, inseldänische und ostdänische Dialektgruppe einsortieren lassen

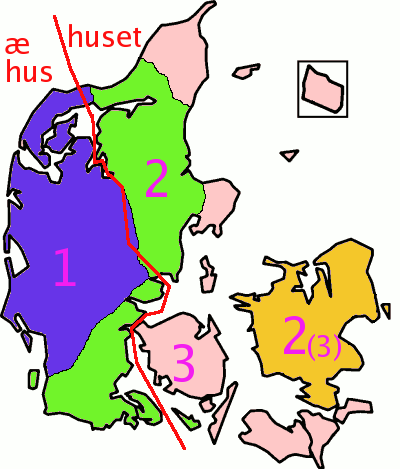
Die grammatischen Geschlechter in den dänischen Dialekten:
#6734E8 (vestjysk): Ein Geschlecht
1. 71F42A sønderjysk und østjysk: Zwei Geschlechter (Neutrum und Utrum)
2. FEC8C7 (ødansk): Drei Geschlechter
3. F4C72A Auf Seeland kannte man in den älteren Mundarten drei Genera, verwendet aber heute nur noch zwei
4. FD0F0F Westlich der Linie wird der bestimmte Artikel vor das Hauptwort gestellt.

### Dialekte
Dänisch zerfällt in drei Hauptdialekte:
1. Jütisch (jysk) oder Westdänisch (vestdansk) oder Festlandsdänisch in Jütland
  - Südjütisch (sønderjysk) in Sønderjylland (Nordschleswig und Teilen Südschleswigs)
  - Westjütisch (vestjysk) an der Westküste (z. B. Esbjerg)
  - Ostjütisch (østjysk) an der Ostküste (z. B. Aarhus)
2. Inseldänisch (ødansk) auf Fünen, Seeland (mit dem Kopenhagener Dialekt Københavnsk), Ærø, Langeland, Lolland, Falster und Møn
3. Ostdänisch (østdansk) auf Bornholm (Bornholmisch) und in Schonen, Halland und Blekinge (Schonisch hat sich seit 1658 zunehmend dem Schwedischen angepasst)

Die auf der Ostseeinsel Bornholm und in Jütland gesprochenen Dialekte sind für Nichtmuttersprachler nur schwer verständlich. Das Schonische wird aus dänischer Sicht als ostdänischer, in schwedischer Sicht als südschwedischer Dialekt aufgefasst.
Das von vielen dänischen Südschleswigern gesprochene Südschleswigdänische ist eine stark norddeutsch beeinflusste Variante des Reichsdänischen, deren linguistische Eingruppierung als bloße Varietät, Dialekt oder Kontaktsprache noch nicht abgeschlossen ist.

### Soziolekte
Die traditionellen Dialekte wurden in den letzten Jahrzehnten zunehmend von der Standardsprache verdrängt. In den größeren Städten sind urbane Soziolekte entstanden (z. B. vulgärkopenhagenerisch), die sich auch auf das Land ausbreiten. Die soziale Ausdifferenzierung des Dänischen findet besonders seit der zweiten Hälfte des 20. Jahrhunderts statt. Die Aussprachevarietäten verschiedener sozialer Schichten und Generationen sind im Dänischen ausgeprägter als in den meisten anderen germanischen Sprachen; nur Englisch ist hier vergleichbar.

### Mischsprachen

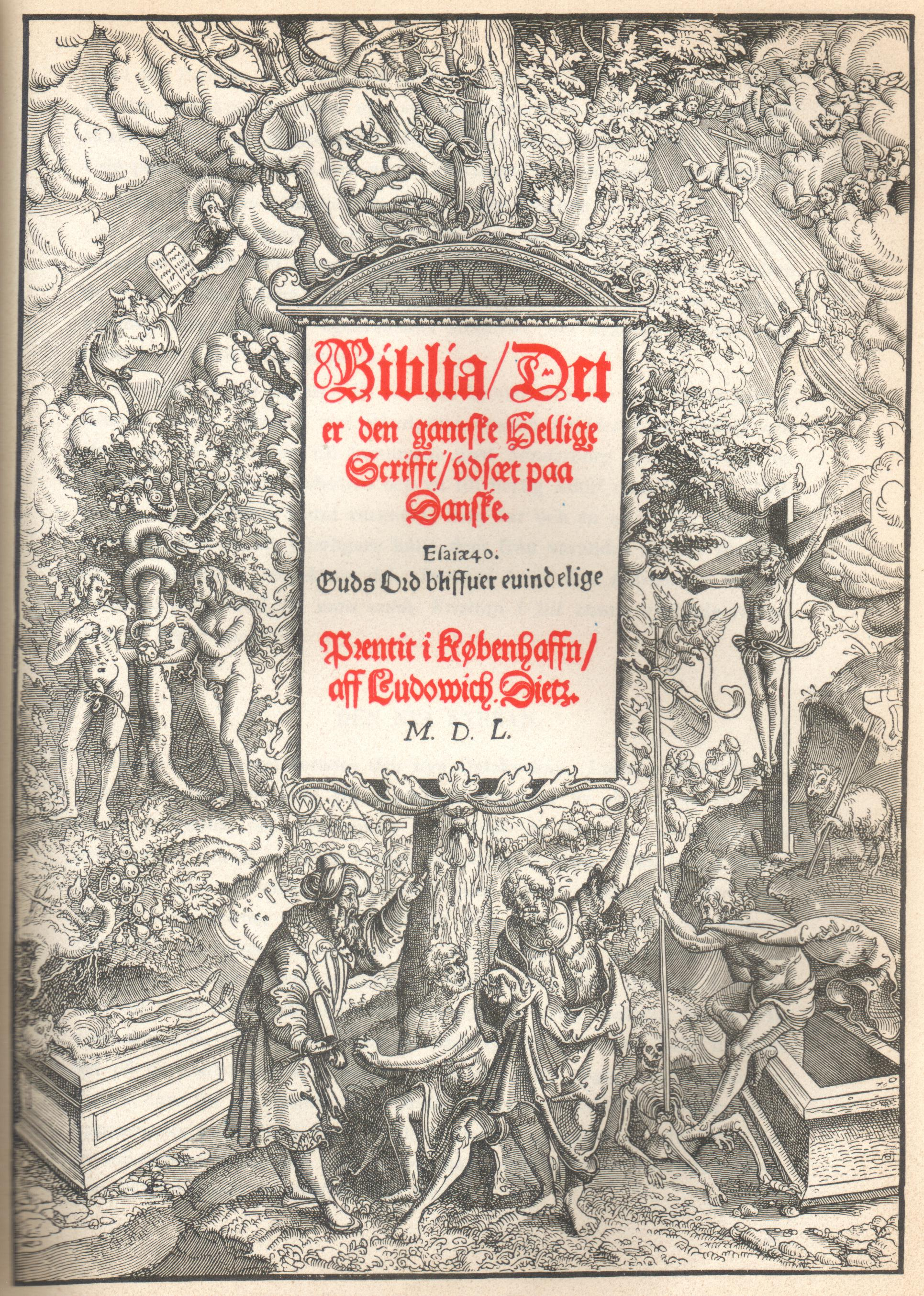
Die erste auf Dänisch gedruckte Vollbibel von 1550 (Christian 3.s Bibel), basierend auf den Kopenhagener und Malmöer Sprachnormen orientierte sich nicht nur mit dem Deckblatt an der Lutherbibel

Verwandt mit dem Dänischen ist das Petuh in Flensburg. Das Petuh, auch als Petuh-Tanten-Deutsch bekannt, beruht teilweise auf dänischer Grammatik (Satzbau) und beherbergt eine Reihe von Danismen, ist aber vom Wortschatz her dem Hoch- und Niederdeutschen sehr ähnlich, so dass es eher dem letzteren zugeordnet wird. Es stammt aus dem 19. Jahrhundert und kann verstanden werden als der Versuch von Dänen, Deutsch zu sprechen. Das Schleswigsche in Angeln, das dort das einstige Angeldänisch verdrängt hat, ist ebenfalls von Danismen geprägt und weicht von den südlicheren niederdeutschen Dialekten ab; der Sprachenwechsel fand hier erst im 19. Jahrhundert statt.

## Schriftsprache
Die dänische Orthographie beruht auf dem mittelalterlichen seeländischen Dialekt. Damals war es der zentrale Dialekt Dänemarks, da Schonen ebenfalls zum Reich gehörte. Die Aussprache der Oberschicht in Kopenhagen ist heute tonangebend. Dabei ist die dänische Rechtschreibung relativ konservativ; das heißt, viele ehemalige Laute, die im Laufe der Sprachgeschichte stumm geworden sind, werden nach wie vor geschrieben – oder sogar auf analogischem Wege eingefügt, wo sie historisch ohne Berechtigung sind. Beispiele sind:
- das <h> vor <v> und <j>, welches nur noch im nordjütischen Dialekt zu hören ist und ein Überbleibsel aus der altnordischen Sprachstufe darstellt, etwa hvid [viðˀ] ‚weiß‘ (altnordisch hvít), hjul [juːˀl] ‚Rad‘ (altostnordisch hjúl).
- das <d> in Verbindungen wie <ld>, <nd>, <rd>, das ebenfalls eine historische Lautung widerspiegelt, darüber hinaus allerdings teilweise auch nur eine analogische Schreibung ist, etwa (etymologisch basiert) in land [lænˀ] ‚Land‘ (altnordisch land), (analogisch eingeführt) in fuld [fʊlˀ] ‚voll‘ (altnordisch fullr).

Auch einige Charakteristika im Vokalismus werden in der Schrift nicht zum Ausdruck gebracht:
- das gesenkte kurze /e/ in Wörtern wie fisk [fesg] ‚Fisch‘ und til [te(l)] ‚zu‘
- das gesenkte kurze /o/ in hugge [hogə] ‚hauen, hacken‘, tung [toŋ] ‚schwer‘[13]

Anders als in einigen anderen germanischen Sprachen werden Konsonantenbuchstaben am Wortende grundsätzlich nicht verdoppelt.
Die erste dänische Übersetzung des Neuen Testaments, das sogenannte Neue Testament Christians II. (Christian 2.s danske oversættelse af Det Nye Testamente), erschien im Jahr 1524. Sie litt noch an zahlreichen orthographischen Problemen. Die erste dänische Vollbibel erschien erst im Jahr 1550.

## Danistik und Dänischunterricht in Deutschland
Danistik ist die dänische Philologie. In der Praxis wird sie immer in Zusammenhang mit den anderen skandinavischen Sprachen als Skandinavistik (auch: Nordistik) ausgeübt. Größere Institute für Skandinavistik befinden sich in Berlin, Greifswald und Kiel.
In Südschleswig gibt es eine Reihe dänischer Schulen, die für die dänische Minderheit gedacht sind. Da sie seit mittlerweile über 60 Jahren auch von Kindern deutscher Muttersprachler besucht werden – was möglich ist, wenn sich die Eltern ebenfalls Dänisch aneignen (Elternabende finden in der Regel auf Dänisch statt) –, sind die dänischen Muttersprachler hier inzwischen in der Minderheit. Innerhalb der Minderheit ist deswegen die Frage strittig, ob der Erfolg des dänischen Schulwesens über die Kerngruppe hinaus erwünscht sei oder ob er eher zu einer Verdünnung der Identität führe. Da jedoch das Prinzip des freien Bekenntnisses für die Zugehörigkeit zur Minderheit gilt, lassen sich keine ethnischen Kriterien aufstellen.

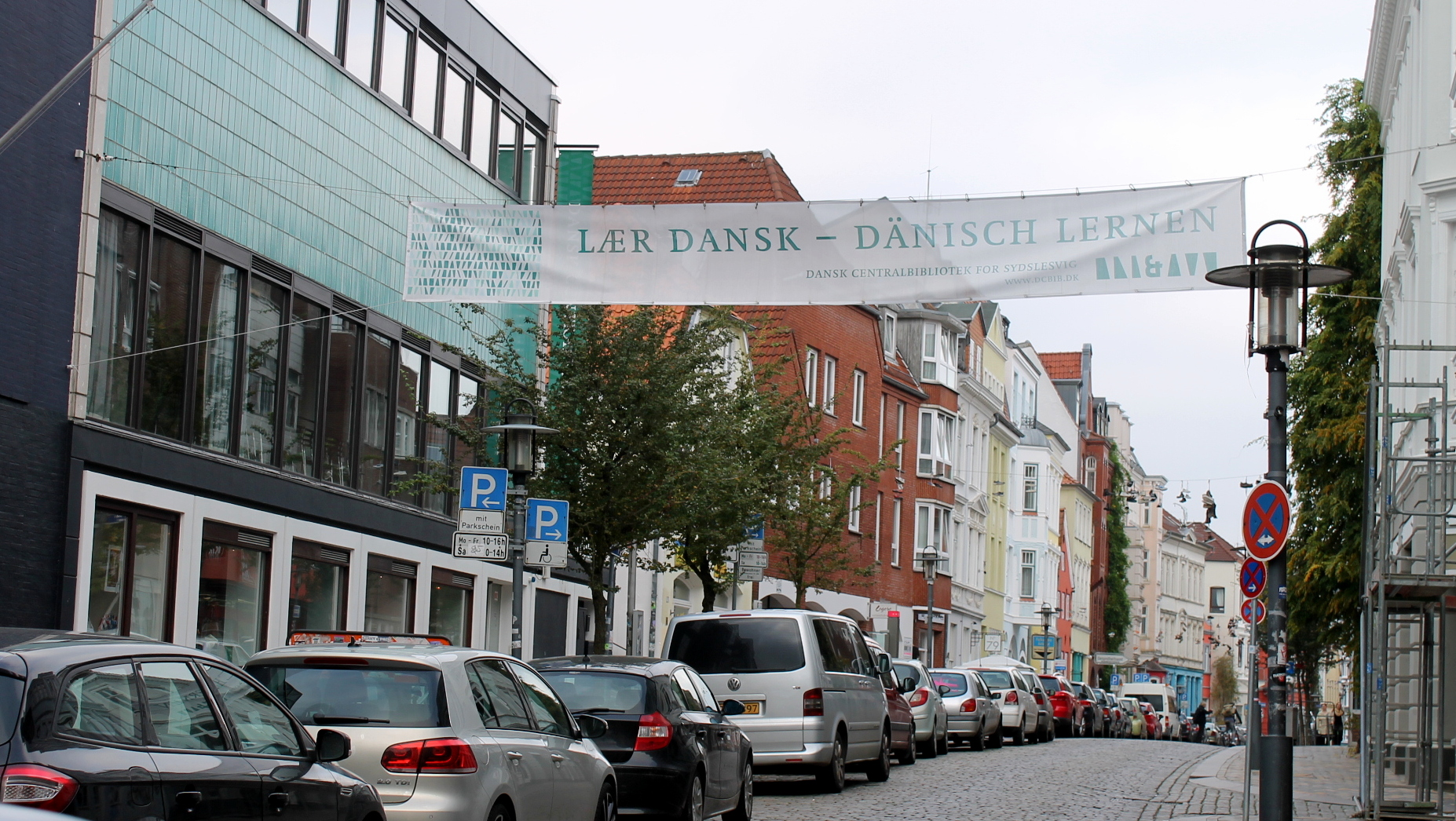
Werbung für Dänisch-Sprachkurse in Flensburg

Bekannteste und traditionsreichste dänische Schule in Deutschland ist die Duborg-Skolen in Flensburg, die bis 2008 das einzige dänische Gymnasium in Deutschland war. Mit der A. P. Møller-Skolen wurde am 1. September 2008 in Schleswig ein weiteres dänisches Gymnasium eröffnet; es ist ein Geschenk im Wert von 40 Mio. € des Kopenhagener Schiffsreeders Mærsk Mc-Kinney Møller an die dänische Minderheit in Deutschland.
In Schleswig-Holstein gibt es darüber hinaus einzelne öffentliche deutsche Schulen, an denen Dänischunterricht als Fremdsprache angeboten wird.

## Danismen
Als Danismus wird eine dänische Ausdrucksweise oder Bedeutung bezeichnet, die in eine andere Sprache eingeflossen ist.
Einen starken Einfluss übte das Dänische im Mittelalter auf das Altenglische und damit auf die moderne englische Sprache aus, da Teile des angelsächsischen Ostenglands (Danelag) vom unter anderem aus Dänemark stammenden Großen Heidnischen Heer besetzt worden waren und in der Folge dauerhaft besiedelt wurden; genetisch sind sie kaum von den norwegischen Lehnwörtern zu unterscheiden. Oft stehen im heutigen Englisch das skandinavische Lehnwort und das aus dem Altenglischen ererbte Erbwort nebeneinander, wobei das Erbwort bedeutungsmäßig eingeschränkt oder sonst wie spezialisiert ist. Beispiele sind: dän. dø ‚sterben‘ → engl. die (daneben noch: starve ‚hungers sterben, verhungern‘), altdän. take (bzw. neudän. tage) ‚nehmen‘ → engl. take (daneben noch: nim ‚stibitzen, klauen‘; numb ‚benommen, taub, vom Finger‘), dän. kaste ‚werfen‘ → engl. cast (daneben noch: warp ‚werfen, verziehen, vom Holz‘), dän. sky ‚Wolke‘ → engl. sky ‚Himmel‘, veraltet ‚Wolke‘ (daneben noch: heaven ‚Himmel im religiösen Sinn‘). Weitere Beispiele sind they, them, their ‚sie (Plural), ihnen/sie (Objekt), ihr (Possessiv)‘, das während der mittelenglischen Epoche von Norden nach Süden vorgedrungen ist (das heutige umgangssprachliche ’em setzt das auf das Altenglische zurückgehende autochthone hem fort), are ‚[wir, sie] sind, [ihr] seid‘, anger ‚Ärger‘, bark ‚Rinde‘, call ‚rufen‘, egg ‚Ei‘, get ‚bekommen‘ (die westgermanischen Sprachen kennen sonst nur das Gegenteil forget ‚vergessen‘), gosling ‚junge Gans‘, ill ‚krank‘, knife ‚Messer‘, leg ‚Bein‘, root ‚Wurzel‘, rotten ‚faul‘, skin ‚Haut‘, ugly ‚hässlich‘, until, till ‚bis‘, wing ‚Flügel‘. Die skandinavischen Lehnwörter finden sich am stärksten in den Dialekten Nordenglands und der East Midlands, und über die Standardisierung des East Midland Dialect haben sie den Weg in die heutige Standardsprache gefunden.
Eine nennenswert von Danismen beeinflusste Sprache ist im Weiteren das Färöische, wobei viele als Danismen empfundene Wörter ihrerseits Lehnwörter aus dem Deutschen bzw. Niederdeutschen sind.
Norwegisch wurde aufgrund der Jahrhunderte anhaltenden politischen Verbindung des Landes mit Dänemark stark dänisch beeinflusst. Die Variante Bokmål ist deshalb eine Standardvariante, die das norwegische und das dänische Erbe zu verbinden versucht, wogegen Nynorsk auf den autochthonen norwegischen Dialekten aufbaut.

## Fremdsprachliche Einflüsse auf das Dänische
Besonders bedeutend ist der Einfluss des Niederdeutschen über Vermittlung durch die geographische Nähe und den Handel im ausgehenden Mittelalter und der frühen Neuzeit. So besteht ein großer Teil des dänischen Vokabulars (25 %) aus niederdeutschen Lehnwörtern und Lehnübersetzungen. Überdies war Hochdeutsch bis ins 19. Jahrhundert Sprache am dänischen Hof und galt damit als vornehm, ähnlich wie Französisch am preußischen Hof, was die Übernahme deutscher Begriffe ebenfalls förderte.
Im heutigen Dänisch gibt es sodann – wie im Deutschen auch – eine große Anzahl sogenannter Internationalismen (in den letzten Jahrzehnten verstärkt Anglizismen).
Dennoch ist Dänisch eine skandinavische Sprache, es existiert also eine harte Sprachgrenze zum Hochdeutschen. Diese andere Herkunft unterscheidet es in Genese und Struktur der Sprache mehr vom Deutschen als etwa das Englische, das wie das Deutsche westgermanischer Herkunft ist. Wenn dennoch des Öfteren besonders im Bereich des Wortschatzes eine größere Ähnlichkeit des Deutschen mit dem Dänischen als mit dem Englischen festzustellen ist, dann beruht das allein auf sekundären Gründen, nämlich einerseits auf der erwähnten nieder- und hochdeutschen Beeinflussung des Dänischen und andererseits auf der starken Beeinflussung des Englischen während des Mittelalters durch das Französische.

## Das dänische Alphabet

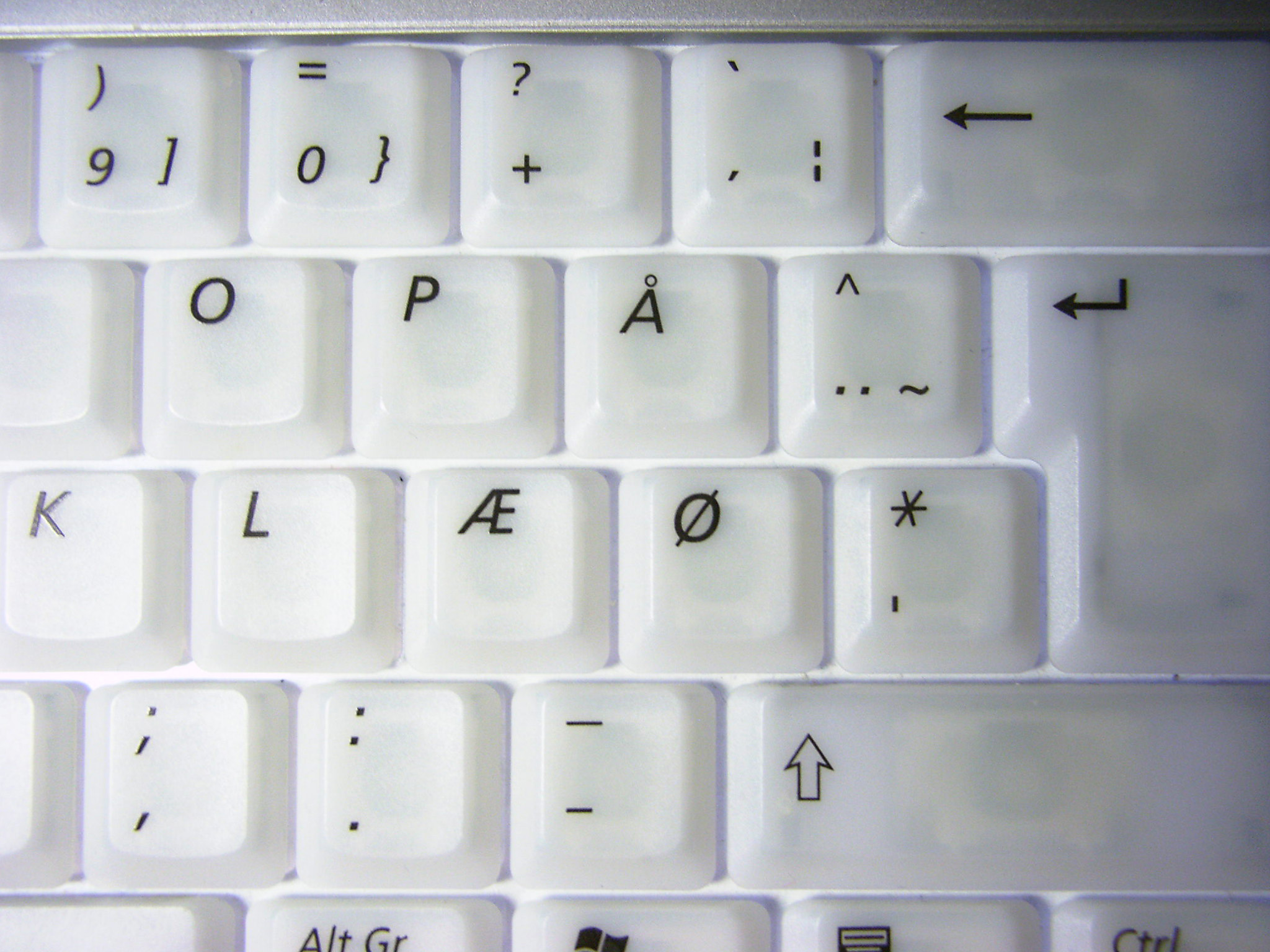
Dänische Tastatur mit den Buchstaben Æ, Ø, und Å.

Das dänische Alphabet enthält unter anderem alle 26 Standardbuchstaben des lateinischen Alphabets. Die Buchstaben C, Q, W, X, und Z kommen nur in Fremdwörtern vor, wiewohl sie teilweise ersetzt worden sind:
- center ‚Zentrum‘, censur ‚Zensur‘, charmerende ‚charmant‘, chokolade ‚Schokolade‘, computer ‚Computer‘, cølibat ‚Zölibat‘.
- quasi, quiz, aber: kvalitet ‚Qualität‘, kvotient ‚Quotient‘
- walisisk ‚walisisch‘, whisky, Wikipedia
- xylofon ‚Xylophon‘, saxofon ‚Saxophon‘, aber: sakser ‚Sachse‘
- zar, zebra, zenit, zone, zulu, aber: dominans, konsekvens.

Dazu gibt es drei Sonderzeichen:
- Æ, æ: Typographisch gesehen ist das Æ eine Ligatur aus A und E. Es entspricht dem deutschen Ä.
- Ø, ø: Graphiegeschichtlich handelte es sich beim Ø ursprünglich um eine Ligatur von O und E. Es entspricht dem deutschen Ö.
- Å, å: Das Å (auch „bolle-Å“ genannt, was so viel bedeutet wie „Kringel-Å“) ist mit der dänischen Rechtschreibreform von 1948 eingeführt worden. Es ersetzt das ältere Doppel-A (Aa, aa), das nur noch für Eigennamen und auf „antiken“ Beschriftungen, aber nicht mehr in der sonstigen Schriftsprache verwendet wird. Seit 1984 ist bei Ortsnamen jedoch wieder die Schreibung mit Aa zulässig, und einige Orte wünschen diese alte Schreibweise ausdrücklich (siehe hierzu Aabenraa). Der Kringel auf dem Å ist graphiegeschichtlich ein kleines O, womit angedeutet wird, dass es sich um einen ursprünglich (langen) A-Laut gehandelt hat, der im Laufe der Sprachgeschichte – wie in vielen germanischen Sprachen und den meisten deutschen Dialekten – in Richtung O verdumpft wurde. Die Stadt Ålborg z. B. wird somit wie „Ollbor“ ausgesprochen. Im Übrigen kennt das Dänische keine Vokalverdopplungen in der Schrift, wohl aber bei Konsonanten.

Diese drei Sonderbuchstaben stehen am Ende des Alphabets: A, B, C, D, E, F, G, H, I, J, K, L, M, N, O, P, Q, R, S, T, U, V, W, X, Y, Z, Æ, Ø, Å (Aa).
Im deutschen Schriftsatz gilt, dass diese drei Buchstaben in dänischen Namen, Stichwörtern und Zitaten oder gar im Gebrauch des Dänischen selbst niemals mit Ä, Ö, und Aa umschrieben werden sollen (obwohl Dänen das dennoch entziffern könnten). Dies gilt analog für das Internet, mit Ausnahme von Domains, wobei im letzteren Fall die Umschrift nicht immer eindeutig ist: beispielsweise ist der Sänger Stig Møller unter stigmoeller.dk im WWW vertreten, während die Sängerin Lis Sørensen unter der Adresse lissorensen.dk zu finden ist. Weitere Ausnahmen außerhalb des Internets bilden nur Personennamen wie z. B. Kierkegaard, hierbei handelt es sich um die Erhaltung der alten Rechtschreibung. Früher wurde in der Handschrift Ø und ø oft durch Ó und ó ersetzt. Heute sieht man das etwas seltener, aber es dreht sich da nur um die verwendete Schreibschrift. Bis 1875 wurde die Frakturschrift, genannt gotisk skrift ‚gotische Schrift‘ verwendet, danach die skråskrift, bis diese am Ende des 20. Jahrhunderts allmählich von der formskrift (1952 nach norwegischer Vorlage von Alvhild Bjerkenes von Christian Clemens Hansen in Dänemark eingeführt) fast ersetzt wurde. Als Schreibschrift wurde im 19. Jahrhundert eine dänische Variante der deutschen Kurrentschrift verwendet, später dann die lateinische Schreibschrift.
| Buchstabe | HTML/XML | Windows | macOS | Unix/Linux                     |
| --------- | -------- | ------- | ----- | ------------------------------ |
| æ         | &aelig;  | Alt+145 | ⌥+ä   | ⎄, a, e oder Alt Gr +a         |
| Æ         | &AElig;  | Alt+146 | ⌥+⇧+ä | ⎄, ⇧+a, ⇧+e oder Alt Gr+⇧+a    |
| ø         | &oslash; | Alt+15  | ⌥+o   | ⎄, /, o oder Alt Gr+o          |
| Ø         | &Oslash; | Alt+157 | ⌥+⇧+o | ⎄, /, ⇧+o oder Alt Gr+⇧+o      |
| å         | &aring;  | Alt+134 | ⌥+a   | ⎄, *, a oder Alt Gr+⇧+ü, a     |
| Å         | &Aring;  | Alt+143 | ⌥+⇧+a | ⎄, *, ⇧+a oder Alt Gr+⇧+ü, ⇧+a |

Für Computerbenutzer gibt es zahlreiche Hilfsmittel, die die Verwendung dänischer und anderer Buchstaben und Akzente erleichtern. Beispielsweise kann auf Zeichentabellen (z. B. kcharselect, charmap.exe) zurückgegriffen werden.
Für diese Buchstaben existieren auch Entitäten in Auszeichnungssprachen zum Umschreiben in sprachfremden Zeichensätzen.
Unter Windows können die Zeichen durch Halten der Alt-Taste Alt und Tippen der Ziffern des Zeichencodes auf dem Ziffernblock der Tastatur eingegeben werden.
Unter macOS kann mit Halten der Wahltaste ⌥ Option (entspricht der Alt-Taste auf PC-Tastaturen) in die dritte Belegungsebene der Tastatur gewechselt werden – hier finden sich dänische Kleinbuchstaben. Wird zusätzlich die Umschalttaste ⇧ Shift gehalten, wird in die vierte Belegungsebene mit dänischen Großbuchstaben gewechselt.
Bei Unix-, Linux- und ähnlichen Systemen können diese Buchstaben eingegeben werden, indem zuerst die Compose-Taste ⎄ Compose und danach mehrere andere Tasten getippt werden. Auf deutschen Tastaturen ist zudem die Erstellung mittels Alt Gr-Taste möglich.

## Phonologie

### Vokale

Monophthonge des Dänischen

Das Dänische besitzt 15 kurze und 12 lange Monophthonge.
|                 | vorne      | vorne    | vorne    | vorne      | zentral    | zentral  | zentral  | zentral    | hinten     | hinten   | hinten   | hinten |
| ungerundet      | ungerundet | gerundet | gerundet | ungerundet | ungerundet | gerundet | gerundet | ungerundet | ungerundet | gerundet | gerundet |        |
| lang            | kurz       | lang     | kurz     | lang       | kurz       | lang     | kurz     | lang       | kurz       | lang     | kurz     |        |
| --------------- | ---------- | -------- | -------- | ---------- | ---------- | -------- | -------- | ---------- | ---------- | -------- | -------- | ------ |
| geschlossen     | iː         | i        | yː       | y          |            |          |          |            |            |          | uː       | u      |
| halbgeschlossen | eː         | e        | øː       | ø          |            |          |          |            |            |          | oː       | o      |
| mittel          |            |          |          |            |            | ə1       |          |            |            |          |          |        |
| halboffen       | ɛː         | ɛ        | œː       | œ          |            |          |          |            |            | ʌ        | ɔː       | ɔ      |
| fast offen      | æː 2       |          |          |            |            |          |          |            |            |          |          |        |
| offen           |            | a        | ɶː       | ɶ          |            |          |          |            | ɑː         | ɑ        | ɒː       | ɒ      |

1. Das Schwa [⁠ə⁠] ist der unbetonte Vokal. Beispiel: mile [ˈmiːlə].
2. Der fast offene Vokal /æː/ ist das lange Gegenstück zum offenen Vokal /⁠a⁠/.

| Buchstabe | Laut | Laut | Laut | Laut |
| --------- | ---- | ---- | ---- | ---- |
| a         | ɑ    | ɑː   |      |      |
| e         | e    | eː   | ə    | ʌ    |
| i         | i    | iː   |      |      |
| o         | o    | oː   |      |      |
| u         | u    | uː   |      |      |
| y         | y    | yː   |      |      |
| æ         | a    | æː   | ɛ    | ɛː   |
| ø         | ɶ    | ɶː   | ø    | øː   |
| å         | ɒ    | ɒː   | ɔ    | ɔː   |

Das Dänische besitzt 25 Diphthonge:
- [e:ɪ > e:] (eg, Stege), [ɛ:ɪ > ɛ:] (læge), [æ:ɪ > æ:] (bag, hage), [ɑ(:)ɪ] (leg, maj), [u(:)ɪ] (huje), [ʌ(:)ɪ] (løg, øje)
- [i(:)ʊ] (liv, blive), [e(:)ʊ] (blev, leve), [ɛ(:)ʊ] (bæve, hævne), [æ(:)ʊ] (lav), [a(:)ʊ] (hav, brage), [y(:)ʊ] (lyve), [ø(:)ʊ] (løve), [œʊ] (neutrum), [ɔ(:)ʊ] (lov, sove), [ʌ(:)ʊ] (låge, love)
- [i(:)ʌ] (Birte, fire), [e(:)ʌ] (flertal, mere), [ɛ(:)ʌ] (lærte, lære), [æ(:)ʌ] (verden, værre), [y(:)ʌ] (hyrde, hyre), [ø(:)ʌ] (hørte, høre), [œ(:)ʌ] (gørtler, gøre), [u(:)ʌ] (urmager, ure), [o(:)ʌ] (spurgte, bore)

Alternativ können sie analysiert werden als bestehend aus Vokal und /j ʋ r/.

### Konsonanten
Das Dänische hat 17 Konsonanten.
|               | bilabial | labio- dental | dental | alveolar | palatal | velar | uvular | glottal |
| ------------- | -------- | ------------- | ------ | -------- | ------- | ----- | ------ | ------- |
| Plosive       | pʰ b̥     |               |        | tˢ d̥     |         | kʰ g̊  |        |         |
| Nasale        | m        |               |        | n        |         | ŋ     |        |         |
| Frikative     |          | f v           | ð      | s z      |         |       | ʁ      | h       |
| Approximanten |          | ʋ             |        | l        | j       |       |        |         |

Zuordnung Buchstabe – Laut:
- b b̥
- d ð
- f f; im Auslaut: v
- g g̊
- h h
- j j
- k kʰ
- l l
- m m
- n n; vor g und k: ŋ
- p pʰ
- r ʁ
- s s; im Auslaut: z
- t d̥; im Anlaut: tˢ
- v ʋ

Folgende Zeichenfolgen haben eine eigene Aussprache:
- id ɛ:
- ud ɔ:
- yd ɶ:

Quelle: Hans Basbøll, The phonology of Danish, Oxford 2005.

## Aussprache

### Der Stoßlaut (Stød)

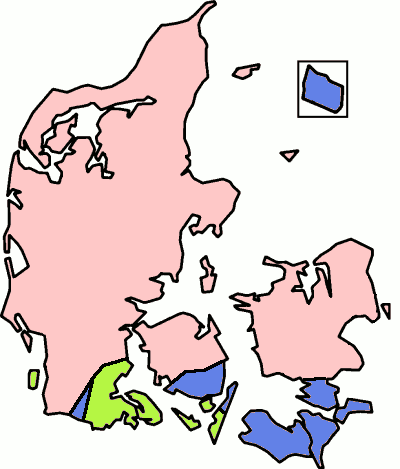
Stød wird verwendet
Nur die Dialekte im Südosten haben keinen stød:
Stattdessen tonaler Akzent
Weder Akzent noch Stoßton

Der Stød ['sd̥øð] ist eine Laryngalisierung, die lange Vokale und gewisse Konsonanten begleitet. Es gibt heute keine einheitlichen Regeln mehr dafür, wo und wann der Stød Anwendung findet; ursprünglich war der Stød ein Merkmal im Satz betonter einsilbiger Wörter mit langem Vokal oder mit stimmhaften Konsonanten im Auslaut. Dies ist nicht nur eine Frage des Dialekts, sondern auch des Soziolekts, wobei gilt, dass gehobenere Schichten den Stød öfter verwenden und dass er im Süden des gesamten Sprachgebiets fehlt. Zudem gibt es einige Fälle, in denen gleichgeschriebene Wörter durch den Stød einen Bedeutungsunterschied erfahren, z. B. ['ænən] ‚anderer‘ ~ ['ænˀən] ‚die Ente‘, ['ånən] ‚das Atmen‘ ~ ['ånˀən] ‚der Geist‘, ['hεnɐ] ‚geschieht‘ ~ ['hɛnˀɐ] ‚Hände‘.
Der dänische Stød hat in seinen skandinavischen Verwandten, dem Schwedischen und dem Norwegischen, seine Entsprechung im „einfachen“ musikalischen Akzent 1, der ursprünglich auch nur in einsilbigen Wörtern vorkam. Siehe auch: Akzente in den skandinavischen Sprachen.

### Vokalqualitäten
Die dänischen Vokale ähneln den deutschen, doch sind manche nicht identisch. Grundsätzlich sind alle Vokale vor oder nach dem /r/ (das uvular gesprochen oder vokalisiert wird) offener. Das /a/ wird heller ausgesprochen (ähnlich dem Englischen). Das Å wird kurz und in der Stellung nach r ausgesprochen wie das deutsche o in Torte; sonst ungefähr wie im französischen chose.

### Stumme Konsonanten
Wenn beklagt wird, dass das Dänische bei weitem nicht so gesprochen werde, wie man es schreibe, so liegt das zum großen Teil nicht nur am weichen D (das weicher ist als das englische th in that), sondern auch daran, dass diverse historische Konsonanten stumm geworden sind bzw. umgekehrt gesagt: dass längst nicht mehr gesprochene Konsonanten immer noch geschrieben werden.
Betroffen hiervon sind meist im Auslaut oder im Wortinneren befindliche /d/, /g/, /t/ und andere Konsonanten. Zum Beispiel wird det ‚das‘ nicht etwa [det] ausgesprochen, sondern immer [de]. Auch z. B. die Pronomen mig ‚mich‘ und dig ‚dich‘ werden anders gesprochen als geschrieben: ['mai] bzw. ['dai]. Nicht alle dieser stummen Konsonanten, die die Schrift kennt, sind etymologisch gerechtfertigt; so wurde das /d/ etwa in finde ursprünglich gesprochen (vgl. deutsch finden), wogegen es etwa in mand eine rein analogische Schreibung repräsentiert (vgl. deutsch Mann).
-er im Auslaut verfärbt sich wie im Deutschen zu einem Vokal, etwa hammer = ['hamɐ] (ähnlich dem deutschen Hammer).
Ein bekannter Liedrefrain findet zur Veranschaulichung der Diphthongbildung von [ei] Verwendung:
En snegl på vejen er tegn på regn i Spanien
[en ˈsnɑɪˀl pʰɔ ˈʋɑɪˀɪn æɐ ˈtˢɑɪˀn pʰɔ ˈʁɑɪˀn i ˈsb̥ænjən]
Eine Schnecke auf dem Weg ist ein Zeichen für Regen in Spanien
(Aus: My Fair Lady, die dänische Version von: Es grünt so grün, wenn Spaniens Blüten blühen)

### Lautentsprechungen
Einige Regeln kann man (bei einigen Ausnahmen) aufstellen.
| Urgermanisch   | Deutsch          | Dänisch        | Beispiele                                                                |
| Konsonanten    | Konsonanten      | Konsonanten    | Konsonanten                                                              |
| -------------- | ---------------- | -------------- | ------------------------------------------------------------------------ |
| *p             | pf-, -ff- (-pf-) | p-, -b- (-pp-) | Pfeffer = peber (b wird wie deutsches w ausgesprochen), stopfen = stoppe |
| *b             | b                | b-, -v-        | Biber = bæver                                                            |
| *f             | v, f             | f              | Vater = fa(de)r                                                          |
| *t             | z-, -ß- (-tz-)   | t-, -d- (-tt-) | zwei = to, saß = sad, setzen = sætte                                     |
| *d             | t                | d              | tot = død                                                                |
| *þ-            | d                | t, -d-         | Ding = ting, Bruder = bro(de)r                                           |
| *k             | k-, -ch- (-ck-)  | k-, -g- (-kk-) | können = kunne, Dach = tag                                               |
| *sk            | sch              | sk             | Schale = skål                                                            |
| *g             | g                | g-, -g/v/j-    | gut = god, fliegen = flyve (Prät. fløj)                                  |
| Vokale         |                  |                |                                                                          |
| *a             | a                | a, å, o        | anderer = anden, Band = bånd, halten = holde                             |
| *a (i-Umlaut)  | e, ä             | e, æ           | Männer = mænd, besser = bedre                                            |
| *e             | e, ä             | e, æ           | selber = selv                                                            |
| *e (a-Umlaut)  | e, ä             | je, jæ         | Herz = hjerte                                                            |
| *e (u-Umlaut)  | e, ä             | jo, jø         | Erde = jord, Bär = bjørn                                                 |
| *ē1            | a                | å              | Maß = måde                                                               |
| *ē1 (i-Umlaut) | äh               | æ              |                                                                          |
| *ō             | uh               | o              | Kuh = ko                                                                 |
| *ō (i-Umlaut)  | üh               | ø              | Kühe = køer                                                              |
| *au (vor r, h) | oh               | ø              | Ohr = øre                                                                |
| *au            | au               | ø              | Auge = øje                                                               |
| *ū             | au               | u              | Haus = hus                                                               |
| *u             | u                | u              | Kunde = kunde                                                            |
| *u (a-Umlaut)  | o                | u. o           | Vogel = fugl, Horn = horn                                                |
| *u (i-Umlaut)  | ü                | y              | Sünde = synd                                                             |
| *ū (i-Umlaut)  | äu, eu           | y              | äußerst = yderst                                                         |
| *eu (i-Umlaut) | eu               | y              | deuten = tyde                                                            |
| *eu            | ie               | y              | fliegen = flyve                                                          |
| ē2             | ie               | e, æ           | hier = her, Knie = knæ                                                   |
| *ai            | ei               | e              | Stein = sten                                                             |
| *ī             | ei               | i              | Eis = is                                                                 |
| *i             | i                | i              | finden = finde                                                           |

## Moderne Standard-Grammatik

### Das Substantiv

#### Grammatische Geschlechter
Die dänische Standardsprache kennt zwei grammatikalische Geschlechter, das Neutrum und das Utrum. Im Utrum sind die ursprünglichen indogermanischen Genera Maskulinum und Femininum zusammengefallen.

#### Flexion
Das Dänische kennt mit Ausnahme des Genitivs keine Kasusbeugung der Substantive. Der Genitiv wird einheitlich durch Anhängen der Endung -s gebildet: Fars/mors/barnets hat ‚der Hut des Vaters, der Mutter, des Kindes‘
Zur Bildung des Plurals gibt es mehrere Möglichkeiten:
- Der Plural wird in den meisten Fällen durch Anhängen von -er bzw. (wenn der Singular auf Vokal endet) -r gebildet, z. B.: køkken ‚Küche‘ → køkkener ‚Küchen‘; værelse ‚Zimmer‘ → værelser ‚Zimmer, Pl.‘
  - 15 Wörter haben im Plural Umlaut; die drei Typen sind nat ‚Nacht‘ → nætter ‚Nächte‘; hånd ‚Hand‘ → hænder ‚Hände‘, bog ‚Buch‘ → bøger ‚Bücher‘
- Die zweithäufigste Pluralbildung ist das Anhängen von -e: bord ‚Tisch‘ → borde
  - Vier Wörter haben im Plural Umlaut: fa(de)r ‚Vater‘ → fædre ‚Väter‘; bro(de)r ‚Bruder‘ → brødre ‚Brüder‘; mo(de)r ‚Mutter‘ → mødre ‚Mütter‘; datter ‚Tochter‘ → døtre ‚Töchter‘
- Eine kleine Gruppe von Substantiven hat im Plural keine Endung: tog ‚Zug‘ → tog ‚Züge‘
  - Drei Wörter haben im Plural Umlaut: mand ‚Mann‘ → mænd ‚Männer‘; gås ‚Gans‘ → gæs ‚Gänse‘; barn ‚Kind‘ → børn ‚Kinder‘
- Eine heute nur mehr lexikalisiert vorkommende Pluralbildung kennt øje ‚Auge‘ → øjne ‚Augen‘
- Gewisse Fremdwörter behalten den Plural aus der Originalsprache bei: check ‚Check‘ → checks ‚Checks‘; faktum ‚Fakt‘ → fakta ‚Fakten‘

#### Bestimmtheit
Das Dänische kennt zwei unbestimmte Artikel:
- en für das Utrum (fælleskøn) und
- et für das Neutrum (intetkøn)

Beispiele:
- mand ‚Mann‘ → en mand ‚ein Mann‘
- kvinde ‚Frau‘ → en kvinde ‚eine Frau‘
- barn ‚Kind‘ → et barn ‚ein Kind‘

Um zu unterscheiden, dass es sich um ein Kind handelt, und nicht zwei, kann man einen Akzent setzen: ét barn – to børn ‚ein Kind‘ – ‚zwei Kinder‘.
Einfache Bestimmtheit wird durch einen suffigierten (angehängten, also nicht wie im Deutschen vorangestellten) Artikel ausgedrückt. Das hat Dänisch mit allen skandinavischen Sprachen gemein:
- -(e)n für Utrum Singular
- -(e)t für Neutrum Singular
- -(e)ne für den Plural

Beispiele:
- mand ‚Mann‘ → manden ‚der Mann‘; kvinde ‚Frau‘ → kvinden ‚die Frau‘; opera ‚Oper‘ → operaen ‚die Oper‘; hus ‚Haus‘ → huset ‚das Haus‘, værelse ‚Zimmer‘ → værelset ‚das Zimmer‘
- mænd ‚Männer‘ → mændene ‚die Männer‘; kvinder ‚Frauen‘ → kvinderne ‚die Frauen‘; huse ‚Häuser‘ → husene ‚die Häuser‘; tog ‚Züge‘ → togene ‚die Züge‘; værelser ‚Zimmer (Pl.)‘ → værelserne ‚die Zimmer‘

Ist der Stammvokal kurz, so muss der auslautende Konsonant verdoppelt werden: rum ‚Raum‘ → rummet ‚der Raum‘ bzw. rummene ‚die Räume‘.
Tritt ein Adjektiv hinzu, wird die Bestimmtheit wie im Deutschen durch einen vorangestellten bestimmten Artikel ausgedrückt:
- de im Plural
- den im Utrum Singular
- det im Neutrum Singular

Anders als im Schwedischen und Norwegischen findet keine doppelte Artikelsetzung statt – die Anhängung des Artikels unterbleibt also bei Voranstellung:
- de to brødre ‚die beiden Brüder‘
- den store kunstner ‚der große Künstler‘
- det røde billede ‚das rote Bild‘

Daneben gibt es einige Sonderfälle wie
- hele dagen ‚den ganzen Tag‘

### Das Adjektiv

#### Flexion des Positivs
Wie alle germanischen Sprachen außer dem Englischen kennt auch das Dänische eine bestimmte und eine unbestimmte Flexion. Die bestimmte Form lautet unabhängig von Genus und Numerus -e, die unbestimmte Form ist im Singular Utrum Nullendung, im Neutrum -t und im Plural -e:
- bestimmt: den store mand ‚der große Mann‘, det store barn ‚das große Kind‘, de store mænd, børn ‚die großen Männer, Kinder‘
- unbestimmt: en stor mand ‚ein großer Mann‘, et stort barn ‚ein großes Kind‘, store mænd, børn ‚große Männer, Kinder‘

Bei mehrsilbigen Adjektiven fällt vor -l, -n, -r unbetontes -e- weg:
- en gammel mand ‚ein alter Mann‘, gamle mænd ‚alte Männer‘

Ausnahmen:
- Adjektive, die auf unbetontes -e (dazu zählen auch der Komparativ und das Partizip Präsens) und unbetontes -a enden, werden nicht flektiert: ægte ‚echt‘ → ægte, ægte. Weitere Beispiele im unbestimmten Neutrum: et lille barn ‚ein kleines Kind‘, et moderne hus ‚ein modernes Haus‘; et lilla tørklæde ‚ein lila Kopftuch‘
- Adjektive, die auf betontes -u und -y sowie unbetontes -es enden, werden nicht flektiert: snu ‚schlau‘ → snu, snu; sky ‚scheu‘ → sky, sky; fælles ‚gemeinsam‘ → fælles, fælles. Beispiele: et snu barn ‚ein schlaues Kind‘; et fælles anliggende ‚ein gemeinsames Anliegen‘; sky fugle ‚scheue Vögel‘.
- Adjektive, die auf betontes -å enden, haben zwar eine Neutrumform, aber keine spezifische Pluralendung: blå ‚blau‘ → blåt, blå. Beispiel: et blåt øje ‚ein blaues Auge‘, blå øjne ‚blaue Augen‘
- zweisilbige Adjektive, die auf unbetontes -ed enden, haben zwar die e-Form, aber keine unbestimmte Neutrumsform: fremmed ‚fremd‘ → fremmed, fremmede. Beispiel: et fremmed menneske ‚ein fremder Mensch‘, fremmede mennesker ‚fremde Menschen‘
- Adjektive auf -sk haben keine unbestimmte Neutrumform, wenn es sich um ein Adjektiv zu einem geografischen Gebiet handelt: dansk ‚dänisch‘ → dansk, danske; andere Adjektive auf -sk können optional ein -t im Neutrum haben.
- ny ‚neu‘ und fri ‚frei‘ kennen Formen mit und ohne -e: ny → nyt, nye/ny; fri → frit, frie/fri
- der Plural von lille ‚klein‘ ist små: et lille barn ‚ein kleines Kind‘ → små børn ‚kleine Kinder‘

Anders als im Deutschen, aber wie in allen skandinavischen Sprachen, wird das Adjektiv auch in prädikativer Stellung flektiert:
- Manden er stor, barnet er stort, børn er store ‚der Mann ist groß, das Kind ist groß, die Kinder sind groß‘

#### Steigerung
Der Komparativ wird gewöhnlich durch -ere, der Superlativ durch -est zum Ausdruck gebracht:
- ny ‚neu‘ → nyere ‚neuer‘, nyest ‚neu(e)st‘

Der Komparativ zeigt keine weiteren Flexionsformen, der Superlativ kennt Nullendung und -e.
Eine kleine Zahl Adjektive kennt in Komparativ und Superlativ Umlaut plus Endung -re:
- få ‚wenig‘ → færre, færrest
- lang ‚lang‘ → længre, længst
- stor ‚groß‘ → større, størst
- ung ‚jung‘ → yngre, yngst

Einige Adjektive wechseln den Wortstamm, wobei auch hier Umlaut auftreten kann:
- dårlig ‚schlecht‘, ond ‚böse‘ → værre, værst
- gammel ‚alt‘ → ældre, ældst
- god ‚gut‘ → bedre, bedst
- lille/lidt ‚klein‘ → mindre, mindst
- mange ‚viel‘ → flere, flest

Unregelmäßig sind sodann
- megen/meget ‚viel‘ → mere, mest
- nær ‚nahe‘ → nærmere, nærmest

Bei den meisten drei- und mehrsilbigen Adjektiven sowie bei Fremdwörtern und Partizipien ist die Steigerung auch mit mere und mest möglich: intelligent → mere intelligent, mest intelligent.

### Die Pronomen

#### Personalpronomen
Die Personalpronomen kennen fast alle eine eigene Objektsform:
- jeg ‚ich‘ → mig ‚mich, mir‘
- du ‚du‘ → dig ‚dich, dir‘
- han ‚er‘ (persönlich) → ham ‚ihn, ihm‘
- hun ‚sie‘ (persönlich) → hende ‚ihr, sie‘
- den ‚er, sie, es‘ (unpersönlich) → den ‚ihm, ihn, es, ihr, sie‘
- det ‚es‘ (persönlich); ‚er, sie, es‘ (unpersönlich) → det ‚ihm, es‘; ‚ihm, ihn, es, ihr, sie‘
- vi ‚wir‘ → os ‚uns‘
- I ‚ihr‘ → jer ‚euch‘
- de ‚sie‘ → dem ‚sie, ihnen‘

Die 2. Personen Plural I wird im Nominativ immer groß geschrieben, die 3. Person Plural in Nominativ und Objektiv dann, wenn sie als Höflichkeitsform De, Dem fungiert.

#### Possessivpronomen
Die Possessivpronomen kennen teilweise eine Flexion nach Genus (utrum, neutrum) und Numerus (Singular, Plural):
- jeg → min (utrum Sg.), mit (neutrum Sg.), mine (Pl.)
- du → din, dit, dine
- han → hans (wenn auf eine andere Person bezogen) bzw. sin, sit, sine (wenn reflexiv)
- hun → hendes bzw. sin, sit, sine
- den → dens bzw. sin, sit, sine
- det → dets bzw. sin, sit, sine
- vi → vores oder (förmlicher) vor, vort, vore
- I → jeres
- de → deres

In der 3. Person Plural wird De, Deres mit Großbuchstaben geschrieben, wenn sie als Höflichkeitsformen fungieren.

### Die Zahlwörter

#### Grundzahlen
Bis zur Zahl 49 folgt das Dänische dem gleichen Muster wie das Deutsche: Die Zahlen werden von 0 bis 12 mittels eigenständiger Wörter wiedergegeben, diejenigen von 13 bis 19 als Kombination aus der teilweise abgeänderten Einerstelle und -ten für 10:

0 nul, 1 en (utrum), et (neutrum), 2 to, 3 tre, 4 fire, 5 fem, 6 seks, 7 syv, 8 otte, 9 ni, 10 ti, 11 elleve, 12 tolv

13 treten, 14 fjorten, 15 femten, 16 seksten, 17 sytten, 18 atten, 19 nitten
Die Dezimalzahlen sind Vielfache von 10:

20 tyve, 30 tredive (oder tredve), 40 fyrre.

Neben fyrre gibt es die ältere, manchmal noch in Emphase verwendete Langform fyrretyve, eigentlich ‚vier Zehner‘.
Ab der Zahl 50 folgen die Dezimalzahlen dem Vigesimalsystem, d. h., sie basieren auf dem Vielfachen von 20:
- 50 = halvtreds, verkürzte Form von halvtredsindstyve, bedeutet halvtredje sinde tyve ‚halb-dritt mal 20‘ (= 3 weniger 0,5 mal 20)
- 60 = tres, verkürzte Form von tresindstyve, bedeutet tre sinde tyve ‚3 mal 20‘
- 70 = halvfjerds, verkürzte Form von halvfjerdsindstyve, bedeutet halvfjerde sinde tyve ‚halb-viert mal 20‘ (= 4 weniger 0,5 mal 20)
- 80 = firs, verkürzte Form von firsindstyve, bedeutet fire sinde tyve ‚4 mal 20‘
- 90 = halvfems, verkürzte Form von halvfemsindstyve, bedeutet halvfemte sinde tyve ‚halb-fünft mal 20‘ (= 5 weniger 0,5 mal 20)

Neben dieser spezifisch dänischen Zählweise ist im Bankwesen auch der gemeinnordische Typus „einfache Zahl + Zehner“ vertreten:

20 toti (wörtlich: ‚zwei Zehner‘), 30 treti, 40 firti, 50 femti, 60 seksti, 70 syvti, 80 otti, 90 niti

Dieses Zahlensystem ist keine Entlehnung aus dem Schwedischen, wie vielfach angenommen wird, sondern war schon im Altdänischen bekannt. Mit der Einführung der Dezimalwährung in Dänemark 1875 wurde es für den Handel wiederbelebt, gewann aber keine breite Anwendung mehr. Das auf dem 50-Kronen-Schein stehende „FEMTI KRONER“ wurde deshalb 2009 wieder aufgegeben.
Selbständige Wörter sind schließlich wieder:

100 hundrede, 1000 tusinde (oder tusind), 1.000.000 en million, 1.000.000.000 en milliard, 1.000.000.000.000 en billion
Eine Gemeinsamkeit mit dem Deutschen ist, dass die Einerstelle vor der Zehnerstelle ausgesprochen wird. So wird etwa die Zahl 21 als enogtyve ausgesprochen (en ‚ein‘, og ‚und‘, tyve ‚zwanzig‘), die Zahl 32 als toogtredive (to ‚zwei‘, og ‚und‘, tredive ‚dreißig‘), die Zahl 53 als treoghalvtreds, 67 als syvogtres, 89 als niogfirs, 95 als femoghalvfems. Wendet man hingegen die Zahlen des Bankwesens an, gilt die englische oder schwedische Wortfolge; 21 heißt dann totien.
Die Hunderterstellen werden durch das entsprechende Zahlwort von 1 bis 9 plus hundrede gebildet: 100 et hundrede, 300 tre hundrede. Werden Zehner und/oder Einerstellen benutzt, wird das Zahlwort zusammengeschrieben: 754 syvhundredefireoghalvtreds.

#### Ordnungszahlen
Die Ordinalzahlen von 1 und 2 sind ganz unregelmäßig: første ‚erste(r/s)‘, anden ‚zweite(r/s)‘. Die weiteren werden, wie in allen germanischen Sprachen, durch das Anhängen eines Dentalsuffixes (im Dänischen -t, -d; gefolgt von der Endung -e) gebildet, wobei zahlreiche kleinere und größere Irregularitäten auftreten:

1. første, 2. anden (utrum), andet (neutrum), 3. tredje, 4. fjerde, 5. femte, 6. sjette, 7. syvende, 8. ottende, 9. niende, 10. tiende,

11. ellevte oder elvte, 12. tolvte, 13. trettende, 14. fjortende, 15. femtende, 16. sekstende, 17. syttende, 18. attende, 19. nittende,

20. tyvende, 30. trevide oder trevde.
Die Ordinalzahl von 40 wird von der Langform fyrretyve (vgl. oben) gebildet und lautet fyrretyvende.
Zu 50 bis 90 wird die Ordinalzahl von der Langform des Vigesimalsystems gebildet; vgl. oben:

50. halvtredsindstyvende, 60. tresindstyvende, 70. halvfjerdsindstyvende, 80. firsindstyvende, 90. halvfemsindstyvende.
Unverändert bleiben die Ordinalzahlen von hundrede und tusinde: 100. hundrede, 1000. tusinde. Die (selten gebrauchten) Ordinalzahlen von million, milliard, billion werden mit -te gebildet: millionte, milliardte, billionte.

#### Stückzahlen
et dusin ‚ein Dutzend, 12 Stück‘
en snes ‚20 Stück‘
et gros ‚ein Gros, 144 Stück‘

### Das Verb

#### Infinitiv
Das dänische Verb endet im Infinitiv auf -e, das bei stammschließendem Vokal entfällt:

komme ‚kommen‘, tro ‚glauben‘.

#### Person
Anders als im Deutschen gibt es im Dänischen keine Flexion nach Personen, sondern nur eine einheitliche Form. Die Präsensendung lautet durchgängig -er (bzw. bei den auf stammschließenden Vokal endenden Verben -r), die Präteritumendung bei den schwachen Verben -ede oder -te, bei den starken Verben gilt Nullendung:
- jeg kommer, du kommer, han/hun/det kommer, vi kommer, I kommer, de kommer ‚ich komme, du kommst, er/sie/es kommt, wir kommen, ihr kommt, sie kommen‘ bzw. jeg tror ‚ich glaube‘ usw.
- jeg lavede, du lavede, han/hun/det lavede, vi lavede, I lavede, de lavede ‚ich machte‘ usw.
- jeg sang, du sang, han/hun/det sang, vi sang, I sang, de sang ‚ich sang‘ usw.

Einige wenige Verben zeigen im Präsens eine unregelmäßige Endung, siehe unten.
In der älteren Literatur kommen noch Pluralformen vor, die auf -e enden; ihre Anwendung war bis 1900 in der Schriftsprache obligatorisch:

(Singular:) jeg/du/han synger → (Plural:) vi/I/de synge.

#### Konjugationsklassen
Dänisch kennt zwei schwache Konjugationsklassen (mit den Dentalendungen -ede, -et versus -te, -t), die starke Konjugation (mit Ablaut, im Partizip zudem Dentalendung) sowie verschiedene Typen ganz unregelmäßiger Verben:
- lave → jeg lavede ‚ich machte‘, jeg har lavet ‚ich habe gemacht‘, jeg tro → troede ‚ich glaubte‘, jeg har troet ‚ich habe geglaubt‘
- rejse → jeg rejste ‚ich reiste‘, jeg har rejst ‚ich bin gereist‘
- synge → jeg sang ‚ich sang‘, jeg har sunget ‚ich habe gesungen‘, weitere ablautende Hauptgruppen repräsentieren: drive ‚treiben‘ → drev, drevet; bide ‚beißen‘ → bed, bidt; krybe ‚kriechen‘ → krøb, krøbet; bryde ‚brechen‘ → brød, brudt; gyde ‚gießen‘ → gød, gydt; drikke ‚trinken‘ → drakk, drukket; sprække ‚zerspringen‘ → sprak, sprukket; bære ‚tragen‘ → bar, båret; være ‚sein‘ → var, været; give ‚geben‘ → gav, givet; fare ‚fahren‘ → for, faret; gå ‚gehen‘ → gikk, gået; mit Einheitsablaut: falde ‚fallen‘ → faldt, faldet; græde ‚weinen‘ → græd, grædt, hedde ‚heißen‘ → hed, heddet; komme ‚kommen‘ → kom, kommet; løbe ‚laufen‘ → løb, løbet

Eine gewisse Anzahl Verben gehören den rückumlautenden Verben an, die Vokalwechsel und Dentalendung verbinden; die verschiedenen Typen sind:

lægge ‚legen‘ → lagde, lagt; tælle ‚zählen‘ → talte, talt; kvæle ‚ersticken‘ → kvalte, kvalt; træde ‚treten‘ → trådte, trådt; sælge ‚verkaufen‘ → solgte, solgt; sige ‚sagen‘ → sagde, sagt; bringe ‚bringen‘ → bragte, bragt; gøre ‚machen‘ → gjorde, gjort; følge ‚folgen‘ → fulgte, fulgt.
Größere und kleinere (weitere) flexivische Unregelmäßigkeiten zeigen das Verbum substantivum, die Verben have, gøre, vide und ville sowie die Präteritopräsentia (aufgeführt werden Infinitiv, Präsens, Präteritum und Perfekt):
- burde ‚sollen‘ → jeg bør, jeg burde, jeg har burdet
- gøre ‚machen‘ → jeg gør (im Übrigen rückumlautendes Verb, siehe oben)
- have ‚haben‘ → jeg har, jeg havde, jeg har haft
- kunne ‚können‘ → jeg kan, jeg kunne, jeg har kunnet
- måtte ‚müssen; dürfen‘ → jeg må, jeg måtte, jeg har måttet
- skulle ‚sollen; werden‘ → jeg skal, jeg skulle, jeg har skullet
- turde ‚wagen‘ → jeg tør, jeg turde, jeg har turdet
- være ‚sein‘ → jeg er (im Übrigen ablautendes starkes Verb, siehe oben)
- vide ‚wissen‘ → jeg ved, jeg vidste, jeg har vidst
- ville ‚wollen; werden‘ → jeg vil, jeg ville, jeg har villet

#### Passiv
Das Passiv wird entweder durch Anhängen eines -s gebildet oder aber mit dem Hilfsverb blive (wörtlich: ‚bleiben‘) plus Partizip Perfekt gebildet:
- Zebraen jages / bliver jaget af løven ‚das Zebra wird vom Löwen gejagt‘
- De ventes på søndag ‚sie werden am Sonntag erwartet‘

Das s-Passiv wird häufiger verwendet, um einen Zustand oder eine Regelmäßigkeit auszudrücken, das umschriebene Passiv häufiger, wenn es um eine Handlung geht, man vergleiche etwa:
- Slottet ejes af staten ‚Das Schloss ist im Besitz des Staates‘ (wörtlich: ‚wird vom Staat besessen‘)
- Dørene lukkes kl. 7 ‚die Türen schließen um sieben Uhr; die Türen werden um 7 Uhr geschlossen‘, aber gewöhnlich: Dørene bliver lukket nu ‚die Türen werden jetzt geschlossen‘.

Das s-Passiv kommt sodann besonders im Infinitiv und im Präsens vor; im Perfekt und im Präteritum ist es nicht bei allen Verben möglich:
- Hun sås ofte i teatret ‚sie wurde oft im Theater gesehen; man sah sie oft im Theater‘
- aber: Hun blev væltet af cyklen ‚sie wurde vom Rad geworfen‘

Das s-Passiv wird im Dänischen auch zur Bildung unpersönlicher Konstruktionen verwendet:
- Der må ikke spises i bussen ‚man darf im Bus nicht essen; Essen im Bus verboten‘ (wörtlich: ‚es darf nicht gegessen werden‘)

Das s-Passiv kommt sodann bei reziproken Verben vor; hier kann man noch nachvollziehen, dass die Endung -s aus einem suffigierten sig ‚sich‘ entstanden ist:
- Vi mødes i morgen aften ‚wir treffen uns morgen abend‘
- Vi skiltes som gode venner ‚wir trennten uns (schieden) als gute Freunde‘

Schließlich kommen eine Reihe Verben als sog. Deponentia im s-Passiv vor; auch hier ist die Herkunft aus sig ‚sich‘ oft noch deutlich. Es handelt sich dabei um Verben, die formal passiv sind, aber eine aktive Bedeutung haben:
- findes ‚sich finden, vorkommen, geben‘: Der findes mange dyrearter ‚Es gibt viele Tierarten‘
- mindes ‚sich erinnern‘: Jeg mindes ikke hans tale ‚ich erinnere mich nicht an seine Rede‘
- synes ‚scheinen‘: Jeg synes, at det er en god idé ‚mir scheint, dass das eine gute Idee ist‘

#### Modus
Der Imperativ endet auf den Wortstamm und kennt nur eine einzige Form: kom! ‚komm[e]! kommt!‘.

Alte Texte kennen eine besondere Pluralendung -er: Kommer hid, I Pige smaa! ‚Kommet her, ihr kleinen Mädchen!‘ (N. F. S. Grundtvig).
Ein morphologisch selbständiger Konjunktiv existiert nur noch in feststehenden Wendungen, er endet auf -e bzw. bei auf Vokal schließenden Verben auf Nullendung, ist also formal mit dem Infinitiv identisch. Beispiele sind etwa:

leve Dronningen ‚es lebe die Königin‘, Herren være med jer ‚der Herr sei mit euch‘, Gud ske lov ‚Gott sei Dank‘ (wörtlich: ‚Gott geschehe Lob‘).

Im Übrigen ist er entweder vom Indikativ verdrängt worden oder aber, im Irrealis, mit dem Indikativ des Präteritums zusammengefallen: hvis jeg var rig … ‚wenn ich reich wäre‘.

### Satzbau (Syntax)

#### Hauptsatz
Dem dänischen Satzbau liegt das Schema Subjekt + Prädikat + Objekt zugrunde (wie im Englischen), der dänische Hauptsatz ist jedoch durch eine Verbzweit-Konstruktion erweitert, wie sie auch im Deutschen vorliegt. Das heißt, der Hauptsatz besitzt ein sogenanntes Vorfeld und anschließend eine vorgezogene Position für das finite Verb. Im Vorfeld stehen können außer dem finiten Verb prinzipiell alle Satzteile, am häufigsten allerdings das Subjekt. Wenn ein Satzteil ins Vorfeld gestellt wird, so bleibt dessen Platz im Satzinneren unbesetzt (dies gilt auch für das Subjekt).
Das folgende Feldschema, das auf den dänischen Linguisten Paul Diderichsen zurückgeht, zeigt die Struktur des dänischen Hauptsatzes an einigen Beispielen. Wie im Deutschen ist im Aussagesatz die Besetzung von Vorfeld und Finitum obligatorisch, in Ergänzungsfragen (im Beispiel hier eingeleitet durch hvad „was?“) steht das Fragewort im Vorfeld, in Ja/Nein-Fragen bleibt das Vorfeld leer (letztes Beispiel).
| Vorfeld     | finites Verb | Subjekt | Adverbial A: Satz- adverbial | infinites Verb | Objekt            | Adverbial B: Art + Weise | Adverbial B: Ort | Adverbial B: Zeit |
| ----------- | ------------ | ------- | ---------------------------- | -------------- | ----------------- | ------------------------ | ---------------- | ----------------- |
| Jeg         | læser        |         | ikke                         |                | en bog            |                          | i parken         | i dag             |
| Jeg         | skal         |         | ikke                         | læse           | en bog            |                          | i parken         | i dag             |
| I dag       | skal         | jeg     | ikke                         | læse           | en bog            |                          | i parken         |                   |
| I dag       | har          | jeg     | ikke                         | læst           | en bog            |                          | i parken         |                   |
| Jeg         | læser        |         |                              |                | bogen             | tavs                     |                  | i dag             |
| Jeg         | spiser       |         | altid                        |                | en rulle          |                          |                  | til frokost       |
| Til frokost | spiser       | jeg     |                              |                | en rulle          |                          |                  |                   |
| Hvad        | læser        | du      |                              |                |                   |                          |                  |                   |
|             | Læser        | du      |                              |                | noget interessant |                          |                  |                   |

#### Nebensatz
Im Nebensatz steht das finite Verb in der Regel weiter innen im Satz, nämlich zusammen mit der Position, in der im Hauptsatz infinite Verbformen vorkommen. Es folgt dann, anders als im Hauptsatz, nach dem Subjekt und nach dem Satzadverbial:
(Christian svarede, …)
| Bindefeld | Subjekt | Adverbial A: Satz- adverbial | finites Verb | infinites Verb | Objekt(e)   | Adverbial B: Ort | Adverbial B: Zeit |
| --------- | ------- | ---------------------------- | ------------ | -------------- | ----------- | ---------------- | ----------------- |
| at        | han     | ikke                         | ville        | køre           |             | til byen         |                   |
| at        | han     | snart                        | kunne        | møde           | hende       | på torvet        |                   |
| at        | han     | ikke                         | ville        | give           | hende gaver |                  | til jul           |

In wenigen Fällen kann allerdings auch die Hauptsatzform, also ein Verbzweit-Satz, nach der Konjunktion at folgen. Näheres siehe unter V2-Stellung #Verbzweitsätze als Nebensätze.

## Sprachbeispiel
Allgemeine Erklärung der Menschenrechte, Artikel 1:
Alle mennesker er født frie og lige i værdighed og rettigheder. De er udstyret med fornuft og samvittighed, og de bør handle mod hverandre i en broderskabets ånd.

Alle Menschen sind frei und gleich an Würde und Rechten geboren. Sie sind mit Vernunft und Gewissen begabt und sollen einander im Geist der Brüderlichkeit begegnen.

### Linguistische Einführung
- Kurt Braunmüller: Die skandinavischen Sprachen im Überblick. Francke, Tübingen. 3., aktualisierte und erweiterte Auflage 2007 (UTB 1635), ISBN 978-3-8252-1635-1, S. 86–133.
- Hartmut Haberland: Danish. In: Ekkehard König, Johan van der Auwera (Hrsg.): The Germanic Languages. Routledge, London / New York 1994, ISBN 978-0-415-05768-4, S. 313–348.
- Hartmut Haberland: Dänisch. In: Ulrich Ammon, Harald Haarmann (Hrsg.): Wieser Enzyklopädie der Sprachen des europäischen Westens, Band 1. Wieser, Klagenfurt 2008, ISBN 978-3-85129-795-9, S. 131–153.

### Geschichte der dänischen Sprache
- Peter Skautrup: Det danske sprogs historie. Bd. 1–4, Kopenhagen 1944–1968 (unveränderter Nachdruck 1968) und 1 Registerband, Kopenhagen 1970.
- Johannes Brøndum-Nielsen: Gammeldansk Grammatik i sproghistorisk Fremstilling. Bände I–VIII Kopenhagen 1928–1973; Bände I–II 2., überarbeitete Auflage 1950/57.

### Lehrbücher
- Marlene Hastenplug: Langenscheidts Praktischer Sprachlehrgang Dänisch. Langenscheidt Verlag, München/Berlin 2009. ISBN 978-3-468-80361-1.

- Vi snakkes ved. Dänischlehrwerk für Erwachsene. Hueber, Ismaning 2007.

### Grammatiken
- Robin Allan, Philip Holmes, Tom Lundskær-Nielsen: Danish. A Comprehensive Grammar. London / New York 1995, ISBN 0-415-08206-4.
- Aage Hansen: Moderne Dansk. Bde. 1–3 Kopenhagen 1967.

Basisgrammatiken:
- Christian Becker-Christensen, Peter Widell: Politikens Nudansk Grammatik. Gyldendal, Kopenhagen 4. Aufl. 2003, ISBN 87-567-7152-5. (Wichtige Abschnitte wie Wortstellung fehlen.)
- Barbara Fischer-Hansen, Ann Kledal: Grammatikken. Håndbog i dansk grammatik for udlændinge. Special-pædagogisk forlag, Kopenhagen 1998.

Syntax:
- Kristian Mikkelsen: Dansk Ordföjningslære. Kopenhagen 1911 (Nachdruck Kopenhagen 1975).

### Wörterbücher

#### Dänisch einsprachig
- Det Danske Sprog- og Litteraturselskab (Hrsg.): Ordbog over det danske Sprog. Bd. 1–28. Gyldendal, Kopenhagen 1918–1956, Supplementbind 1–5. Gyldendal, Kopenhagen 1992–2005, ISBN 87-00-23301-3. Etwa 200.000 Stichwörter mit Stellennachweisen. Der Wortschatz umfasst die Zeit von 1700 bis 1950. Im Internet unter http://www.ordnet.dk/ods oder http://www.dsl.dk/ verfügbar.
- Det Danske Sprog- og Litteraturselskab (Hrsg.): Den Danske Ordbog. 6 Bände, Gyldendal, Kopenhagen 2003–2005, ISBN 87-02-02401-2. Versteht sich als Fortsetzung des vorgenannten ODS. Im Internet unter http://ordnet.dk/ddo verfügbar.
- Christian Becker-Christensen u. a.: Politikens nudansk ordbog. Politikens Forlag, Kopenhagen, 19. Aufl. 2005, (ca. 60.000 Stichwörter mit CD-ROM für Windows 2000 und Windows XP), ISBN 87-567-6504-5. Gilt als Standardwerk.
- Christian Becker-Christensen u. a.: Politikens nudansk ordbog med etymologi. Politikens Forlag, Kopenhagen 3. Aufl. 2005, 2 Bd. (ca. 60.000 Stichwörter mit Etymologie; Rechtschreibregeln (Dansk Sprognævn). CD-ROM für Windows 2000 und XP, ISBN 87-567-6505-3. Im Wortschatz identisch mit Politikens nudansk ordbog).
- Politikens Retskrivningsordbog + CD-ROM. Politikens Forlag, Kopenhagen 1. Aufl. 2001, ISBN 978-87-567-6455-1. (Rechtschreibwörterbuch, 80.000 Stichwörter + CD-ROM für Windows 98/2000, ME, NT). Offizielles Rechtschreibwörterbuch, das von „Dansk Sprognævn“ festgesetzt wird („Der dänische Duden“).
- Dansk Sprognævn (Hrsg.): Retskrivningsordbogen. Alinea Aschehoug, Kopenhagen 3. Aufl. 2006 + CD-ROM. ISBN 87-23-01047-9. Das offizielle Buch der dänischen Rechtschreibung („Der dänische Duden“), weitgehend identisch mit den im Politiken-, Gad- und Gyldendal-Verlag erschienenen Rechtschreibbüchern. Etwa 85.000 Stichwörter. Internetversion unter http://www.dsn.dk/.

#### Dänisch–Deutsch
- Henrik Bergstrøm-Nielsen u. a.: Dansk-tysk ordbog. Munksgaard, Kopenhagen, 2. Aufl. 1996, ISBN 87-16-10845-0. Zurzeit größtes und umfassendstes Dänisch-Deutsches Wörterbuch mit ca. 100.000 Stichwörtern. Wie in der dänisch-deutschen Lexikographie üblich werden die dänischen Stichwörter ohne Genus, Konjugation oder Deklination angegeben. Keine Ausspracheangaben.
- Jens Erik Mogensen u. a.: Dansk-Tysk Ordbog. Gyldendal, Kopenhagen, 11. Aufl. 1999, ISBN 87-00-31758-6. Etwa 73.000 Stichwörter. (Siehe Bemerkung zu vorhergehendem Werk).

#### Deutsch–Dänisch
- Bergstrøm-Nielsen u. a.: Tysk-Dansk Ordbog – Stor. Gyldendal, Kopenhagen 2005, ISBN 87-00-40058-0. Zurzeit mit ca. 153.000 Stichwörtern umfangreichstes Deutsch-Dänisches Wörterbuch, das das geplante, aber nie erschienene Wörterbuch Tysk-Dansk desselben Verfassers (Munksgaard, s. o.) ersetzt.

#### Dänisch–Deutsch/Deutsch–Dänisch
- Langenscheidt-Redaktion (Hrsg.): Taschenwörterbuch Dänisch. Dänisch-Deutsch. Deutsch-Dänisch. Langenscheidt, Berlin 2007, ISBN 978-3-468-11103-7. Jeweils etwa 40.000 Stichwörter mit grammatikalischen Angaben. Ausspracheangaben. Sehr gutes Hilfsmittel für Anfänger und Fortgeschrittene.
- Dansk-Tysk / Tysk-Dansk Ordbog, CD-ROM. Ab Windows 98 und Microsoft Word 95. Gyldendal, Kopenhagen 2003, ISBN 87-02-01495-5.

#### Spezialwörterbücher
- Niels Åge Nielsen: Dansk Etymologisk Ordbog. Ordenes Historie. Gyldendal, Kopenhagen 5. Aufl. 2004, ISBN 87-02-03554-5. 13.000 Stichwörter.
- Ole Lauridsen u. a.: Dansk-Tysk Erhvervsordbog. Gyldendal, Kopenhagen 2. Aufl. 2005, ISBN 87-02-03718-1. 8300 Stichwörter.
- Wilhelm Gubba: Dansk-Tysk Juridisk Ordbog. Gyldendal, Kopenhagen 4. Aufl. 2005, ISBN 87-02-03986-9.
- Aage Hansen u. a. (Det Danske Sprog- og Litteraturselskab Hrsg.): Holberg-ordbog. Ordbog over Ludvig Holbergs sprog. 5 Bände, Reitzel, Kopenhagen 1981–1988, ISBN 87-7421-278-8. (Das Spezialwörterbuch über die Sprache Ludvig Holbergs sowie über das Dänische des 18. Jahrhunderts.)

#### Aussprachewörterbücher
- Lars Brink, Jørn Lund u. a.: Den Store Danske Udtaleordbog. Munksgaard, Kopenhagen 1991, ISBN 87-16-06649-9. Ca. 45.000 Stichwörter. Nur noch antiquarisch erhältlich. Führendes wissenschaftliches Werk.
- Peter Molbæk Hansen: Udtaleordbog. Dansk udtale. Gyldendal, Kopenhagen 1990, ISBN 87-00-77942-3. Ca. 41.000 Stichwörter.

### Wörterbücher
- Den Danske Ordbog Wörterbuch der dänischen Sprache nach 1950
- Retskrivningsordbogen Dänische Rechtschreibung
- sproget.dk Metasuche über Retskrivningsordbogen, Den Danske Ordbog und Ordbog over det danske Sprog sowie weitere Definitionen
- Den Danske Online Ordbog

### Sprachhistorische Wörterbücher
- Ordbog over det Danske Sprog Wörterbuch der dänischen Sprache 1700–1950
- Renæssancens sprog i Danmark Die dänische Sprache der Renaissance

### Korpora
- KorpusDK
- Leipziger Korpus Dänisch
- corpuseye

### Links zum Dänischlernen
- Podcast-Feed der wöchentlichen Sendung Sproghjørnet über die dänische Sprache
- Fächerportal Dänisch des Institut für Qualitätssicherung an Schulen Schleswig-Holstein
- Deutsch-Dänischer Lehrerverein/Dansk-Tysk Lærerforening
- GrammarExplorer Dänisch (deutsch und englisch)
- dansk.nu
- danskopgaver.dk
- Dänisch als Fremdsprache – Linksammlung